# Szergej Csavajn
Szergej Csavajn, más írásmóddal Čavajn ( Mari : Серге́й Чава́йн, ejtsd [tʃɑˈβɑɪn] ; 1888. október 6., Morki – 1937. november 11., Joskar-Ola) mari költő és drámaíró, született: Szergej Grigorjevics Grigorjev (oroszul: Серге́й Григо́рьевич Григо́рьев). 
1905-ben ő írta az első mari nyelvű irodalmi költeményt, Berek (Ото – A berek) címmel. 1908-ban szerzett diplomát a Kazanyi Tanítóképző Szemináriumban. Első darabja A vadkacsa volt 1912-ben, egy a cári bürokratákról szóló szatíra. Az októberi forradalom után Csavajn több darabot írt az első mari vándorszínháznak, a Mari Népi Vándorszínháznak, amely a mai Mari Nemzeti Drámai Színház elődje volt, mint például Az autonómia (1920) és a Nap felkel, eltűnnek a viharfelhők (1921), amelyeket a forradalom és a polgárháború ihletett.
Később darabokat írt egy mari színházi műteremnek, köztük a Jamblat hídját (1927), a Száz rubeles menyasszonyi pénz című vígjátékot (1927), a Méhészkert című zenés drámát (1928), a Kugujar (1929) című darabot (a Az 1905-ös forradalom, az Élő víz ( kolhozok megalakításáról), a Famalom (1930) (a kollektivizálásról ) és az Akpatír (1935) (a Pugacsov – féle felkelés idején játszódó történeti dráma. ). Az érme fénye (1936) a mari hiedelmeken alapuló vígjáték volt. Több orosz klasszikus színdarabot is lefordított mari nyelvre.
Íróként az 1905-ös forradalomról szóló, Hallani lehet az erdő zaját című regényeiről és a forradalom előtti mari falu életét bemutató Elnet című regényeiről ismert.
A Nagy októberi szocialista forradalom után 1920-ban létrejött a Mari Autonóm Terület, az autonómia kezdetben valódi tartalommal, a marik számára biztosított kulturális autonómiával párosult. Az irodalom, a művészet, az anyanyelvű könyvnyomtatás és oktatás gyors fejlődése jellemezte ezen éveket. Ez az időszak azonban nem tartott sokáig, az 1930-as évek elejétől megkezdődött a „burzsuj"-nak és nacionalistának kikiáltott párton kívüli szakemberek meghurcolása. A diktatúra az évtized végére már közvetlenül a nemzeti törekvések eltiprását tűzte ki célul.
A nagy tisztogatás során csakúgy mint sok nemzedéktársa, Csavajn is törvénytelenségek áldozata lett, burzsoá nacionalizmussal vádolták meg. Letartóztatása és megveretése után ezt mondta kínzóinak:
„Van nekem egy nagy érzésem. Ez a mari népem iránti szeretet. Ha a nép iránti szeretet vétek, akkor büntessetek meg érte".
1937. november 11-én Csavajnt Joskar-Olában kivégezték, 1956-ban elsők között rehabilitálták, műveit többször is kiadták, némelyiket oroszra is lefordítottak. Joskar-Olában utcát neveztek el róla, szülőfalujában szobor és múzeum őrzi emlékét. Csavajn művei jól ismertekké lettek népe körében, a marik egyik legkedveltebb írójává, költőjévé vált. A Mari El (Mariföld vagy a Mari Köztársaság) által adott állami kitüntetést is Szergej Csavajnról nevezték el.

## Külső hivatkozások
- Politikai elnyomás a Mari ASzSzK-ban, oroszul
- (mariul) Elnet
- (finnül) Ville Ropponen, recenzió ( angol fordítás Archiválva 2013. január 19-i dátummal az Archive.is-en ) az Elnet finn fordításáról